# Typhlomyopsyllus cavaticus
Typhlomyopsyllus cavaticus är en loppart som beskrevs av Li Kueichen et Huang Guiping 1980. Typhlomyopsyllus cavaticus ingår i släktet Typhlomyopsyllus och familjen smågnagarloppor. Inga underarter finns listade i Catalogue of Life.